# Транспортні моделі мікроскопічного руху
Моделі потоків мікроскопічного руху  належать до класу наукових моделей  динаміки руху транспорту.
На відмінну від макроскопічних моделей, мікроскопічні моделюють єдину одиницю транспорту, тому динамічні змінні модель представляють мікроскопічні властивості такі як розташування та швидкість єдиного трнаспортного засобу.

## Моделі послідовного машинного потоку
Також відома  як безперервна модель, всі моделі послідовного машинного потоку визначаються звичайним диференціальним рівнянням, яке цілком описує динаміку позицій машини {\displaystyle x_{\alpha }} і швидкості {\displaystyle v_{\alpha }}. Припускається, що вхідний стимул водіїв обмеженний їхньою власною швидкістю {\displaystyle v_{\alpha }}, мережова відстань (відстань між бамперами) {\displaystyle s_{\alpha }=x_{\alpha -1}-x_{\alpha }-l_{\alpha -1}} {\displaystyle \alpha -1} (де {\displaystyle l_{\alpha -1}} визначає довжину машини), і швидкість {\displaystyle v_{\alpha -1}} ведучої машини. Рівняння руху кожного автомобіля характеризується функцією прискорення яка залежить від таких вхідних стимулів:
{\displaystyle {\ddot {x}}_{\alpha }(t)={\dot {v}}_{\alpha }(t)=F(v_{\alpha }(t),s_{\alpha }(t),v_{\alpha -1}(t))}
В загальному,  поведінка руху єдиної одиниці машини{\displaystyle \alpha } {\displaystyle \alpha -1} але й від {\displaystyle n_{a}} автомобілей попереду. Рівняння руху в більш загальній форму матиме винляд:
{\displaystyle {\dot {v}}_{\alpha }(t)=f(x_{\alpha }(t),v_{\alpha }(t),x_{\alpha -1}(t),v_{\alpha -1}(t),\ldots ,x_{\alpha -n_{a}}(t),v_{\alpha -n_{a}}(t))}

### Приклади моделей послідовного машинного потоку
- Модель оптимальної швидкості (OVM)
- Модель різниці швидкості (VDIFF)
- Модель Відменна (1974)
- Розумна модуль транспортних засобів(IDM, 1999)
  - RoadTrafficSimulator [Архівовано 21 травня 2018 у Wayback Machine.] - візуалізація моделі
- Гіпсова модель (1981)

## Моделі клітинного автомата
Моделі клітинного автомата (КА) використовують цілочислові змінні для опису динамічних властивостей системи. Дорога ділиться на секції з визначеними довжиною {\displaystyle \Delta x} {\displaystyle \Delta t}. Кожна секція дороги може або бути зайнята автомобілем або бути пустою, а динамічність отримується при обновленні правил форми:
{\displaystyle v_{\alpha }^{t+1}=f(s_{\alpha }^{t},v_{\alpha }^{t},v_{\alpha -1}^{t},\ldots )}
{\displaystyle x_{\alpha }^{t+1}=x_{\alpha }^{t}+v_{\alpha }^{t+1}}
(час моделювання {\displaystyle t} визначається одиницями {\displaystyle \Delta t} і позиціями транспорту {\displaystyle x_{\alpha }} в одиницях {\displaystyle \Delta x}).
Шкала часу зазвичай отримується як час реакції водія, {\displaystyle \Delta t=1{\text{s}}}. Зафіксувавши {\displaystyle \Delta t}, довжина секції дороги визначає гранульованість моделі. В умовах цілковитої зупинки, середня довжина дороги, зайнята машиною, дорівнює близько 7,5 метрів. Ініціалізація  {\displaystyle \Delta x} моделі, де один автомобіль завжди займає точно одну секцію дороги і швидкість 5 відповідає {\displaystyle 5\Delta x/\Delta t=135{\text{km/h}}}, котра потім встановлюється як максимально бажана швидкість водія. Проте, в такій моделі найменш можливим прискоренням було б  {\displaystyle \Delta x/(\Delta t)^{2}=7.5{\text{m}}/{\text{s}}^{2}}. Тому, багато сучасних КА модель використовують чіткішу просторову дискретизацію, наприклад {\displaystyle \Delta x=1.5{\text{m}}}, приводячи як найменше можливе прискорення {\displaystyle 1.5{\text{m}}/{\text{s}}^{2}}.
Хоча в моделях клітинного автомата присутній певний брак точності щодо безперервних моделей послідовного машинного потоку, вони все ще мають можливість відтворювати широке коло транспортних ситуацій. Завдяки простоті, дані моделі є дуже ефективними в плані чисельного розв'язання і можуть використовуватись для відтворення великих транспортних мереж як в реальному часі так і в пришвидшеному режимі.

### Приклади КА моделі
- Правило 184
- Транспортна модель Біхема-Мідделтона-Левені
- Модель Нагель-Шрекенберга (NaSch, 1992)